# Peter Elmander
Peter Anders Elmander, född 26 april 1985 i Alingsås, är en svensk före detta fotbollsspelare (anfallare).
Peter Elmander spelade under större delen av fotbollslivet i moderklubben Holmalunds IF, med undantag för tre säsonger i Gais (2003–2005) och en och en halv säsong i Qviding (2007–2008). När han spelade i Gais bröt han benet i en träningsmatch mot Örgryte IS efter en tackling av ÖIS-backen Valter Tomaz Junior. Detta förstörde hans framtida fotbollskarriär och Elmander lämnade Gais för Qviding innan han gick tillbaka till moderklubben Holmalunds IF.
Hans två bröder Johan Elmander och Patrik Elmander spelade också fotboll.

## Spelarkarriär
- Holmalunds IF (–2002)
- Gais (2003–2005)
- Holmalunds IF (2006)
- Qviding FIF (2007–2008)
- Holmalunds IF (2008–2010)
- Alingsås IF (2011–2012)
- Holmalunds IF (2013)
- Gerdskens BK (2017)
- Holmalunds IF (2019)